# Jacob Pitts
Jacob Rives Pitts, född 20 november 1979 i Weston i Connecticut, är en amerikansk skådespelare. Hans spelade rollen som Cooper Harris i filmen Eurotrip från 2004, Bill "Hoosier" Smith i HBO-miniserien The Pacific från 2010 och Tim Gutterson i FX-dramaserien Justified mellan åren 2010 och 2015. Pitts har medverkat i TV-serier såsom I lagens namn, Ed och Sex and the City. Han har också haft en återkommande roll som J.D. i den första säsongen av TV-serien The Sinner.

## Biografi
Pitts växte upp i Weston i Connecticut, som son till Arlene och Joseph Pitts. Han har beskrivit sig själv som ett hyperaktivt barn. Under sin high school-tid var han involverad i flera teaterproduktioner, bland annat i rollen som "Den mystiske mannen" i musikalklassikern Into the Woods.

## Karriär
Pitts, vars skådespelarkarriär påbörjades som nittonåring år 1999, spelade under år 2000 rollen som karaktären Fleance i Shakespeares pjäs Macbeth. Han medverkade därefter i TV-serierna I lagens namn och Sex and the City, men hans genombrott kom i rollen som Tim Gutterson i den kritikerrosade FX-serien Justified. Han har efter detta spelat rollen som Bill "Hoosier" Smith i den Emmy Award-vinnande HBO-serien The Pacific och Lance Lord i kriminaldramaserien Sneaky Pete. Bland andra TV-produktioner som Pitts har medverkat i märks The Sinner, Homecoming och The Blacklist.
Pitts har också medverkat i en del olika filmproduktioner, bland annat i rollen som Cooper Harris i kultklassikern Eurotrip från 2004, och Fisher i thrillerfilmen 21 från 2008 där han spelar mot bland andra Kevin Spacey och Jim Sturgess.

## Filmografi (i urval)
- 2000 – I lagens namn (TV-serie)
- 2000 – Sex and the City (TV-serie)
- 2001 – Beautiful People
- 2002 – K-19: The Widowmaker
- 2002 – Ed (TV-serie)
- 2004 – Eurotrip
- 2007 – Across the Universe
- 2008 – Quid Pro Quo
- 2008 – 21
- 2010 – The Pacific (TV-serie)
- 2010 – The Good Wife (TV-serie)
- 2010–2015 – Justified (TV-serie)
- 2012 – Person of Interest (TV-serie) (även 2016)
- 2014 – Elementary (TV-serie)
- 2016 – Limitless (TV-serie)
- 2016 – BrainDead (TV-serie)
- 2017–2019 – Sneaky Pete (TV-serie)
- 2017 – The Sinner (TV-serie)
- 2018 – Homecoming (TV-serie)
- 2018 – Law & Order: Special Victims Unit (TV-serie)
- 2020 – Bull (TV-serie)
- 2023 – The Blacklist (TV-serie)

## Privatliv
Pitts gifte sig med den slovakiska skådespelerskan och regissören Tereza Nvotová år 2020. Paret pendlar mellan sina hem i Prag och i New York.